# Đorđe Balašević
Đorđe Balašević (serbiska: Ђорђе Балашевић), född 11 maj 1953 i Novi Sad, Serbien, död 19 februari 2021 i Novi Sad, var en serbisk kompositör och sångare. 
Hans far var serbisk och hans mor ungersk och kroatisk. Alla sånger han framförde och skrev handlar om hans hemtrakter i Vojvodina i norra Serbien och framfördes på hans lokala dialekt. Hans popularitet var stor i forna Jugoslavien, trots (eller tack vare) hans lokala prägel.
Under nittiotalet var han en framträdande kritiker av Milosevic-regimen samt kriget i Bosnien. Han skrev även dikter, noveller och kåserier.

## Album
- 1979: Mojoj mami umesto maturske slike u izlogu, Мојој мами уместо матурске слике у излогу
- 1980: Odlazi cirkus, Одлази циркус
- 1982: Pub, Пуб
- 1983: Celovečernji The Kid, Целовечерњи The Kid
- 1985: 003
- 1986: Bezdan, Бездан
- 1987: U tvojim molitvama – Balade, У твојим молитвама - Баладе
- 1988: Panta Rei, Панта Реи
- 1989: Tri posleratna druga, Три послеранта друга
- 1991: Marim ja, Марим ја
- 1993: Jedan od onih života, Један ид оних живота
- 1996: Naposletku, Напослетку
- 2000: Devedesete, Деведесете
- 2001: Dnevnik starog momka, Дневник старог момка
- 2004: Rani Mraz, Рани Мраз

## Singlar
- U razdeljak te ljubim (1977) (med "Žetva"), У раздељак те љубим (1977) (med "жетва")
- Oprosti mi, Catherine (1978) (med "Rani Mraz"), Опрпсти ми, Катерине (1978) (med "Рани Мраз")
- Kristifore, crni sine (1978) (med "Rani Mraz"), Кристифоре, црни сине (1978) (med "Рани Мраз)
- Računajte na nas (1978) (med "Rani Mraz"), Рачунајте на нас (1978) (med "Рани Мраз")
- Ljubio sam snašu na salašu (1978), Љубип сам снашу на салашу (1978)
- Panonski mornar (1979), (med "Rani Mraz"), Панонски морнар (1979) (med "Рани Мраз")
- Prvi januar (1979) (med "Rani Mraz"), Први јануар (1979) (med "Рани Мраз")
- Marina (1980), Марина (1980)
- Priča o Vasi Ladačkom (1980), Прича о Васи Ладачком (1980)
- Tri put sam video Tita (1981), Три пут сам видео Тита (1980)
- Hej čarobnjaci, svi su vam đaci (1982), Хеј чаробњаци, све су вам ђаци (1982)

## Konserter
Đorđe Balaševićs första konsert efter krigstiden var i Sarajevo 1998 sponsrat av UNHCR. Han brukar ha en konsert i Sava centar i Belgrad varje nyårsafton.

## Böcker
Đorđe Balašević har också skrivit böcker:
- Računajte na nas, Рачунајте нас нас
- I život ide dalje, И живот иде даље
- Jedan od onih života, Један од оних живота
- Dodir svile (1998), Додир свиле
- Tri posleratna druga , Три послеретна друга
- ...i od dva-tri akorda (jer ni ne umem bolje ja...), ...и од два, три акорда (јер ни ме умем боље ја...)
- Kao rani mraz, Као рани мраз